# Adélaïde de Montgolfier
Adélaïde de Montgolfier, née le 21 novembre 1789 à Davézieux et morte le 16 décembre 1880 à Paris 2e, est une femme de lettres et traductrice française.

## Biographie
Adelaïde Jeanne Émilie de Montgolfier était la fille de l'aéronaute Jacques-Étienne Montgolfier. Elle a collaboré à la Revue des deux mondes ; avec son amie Louise Swanton Belloc elle traduit de l'anglais, et cofonde une revue mensuelle La Ruche, gazette des jeunes filles. Elle a soutenu les soyeux lyonnais en 1831 : Lettre d'Adélaïde de Montgolfier, adressée à Pierre Charnier concernant le déroulement de son intervention auprès du ministère au sujet des évènements de novembre de Lyon.

## Œuvres
- Vie et travaux de Charles de Sismondi. Paris impr. de Schneider et Langrand 1846 lire en ligne
- Jeux et leçons en images Paris Martinon 1854
- Contes devenus histoires  Paris bureau de "La Ruche"
- Poètes d’instinct de l’Angleterre, Revue des deux mondes

### Traductions
- La case de l'oncle Tom ; de Harriet Beecher Stowe  Paris 1853 ; Traduit de l'anglais par Louise Sw. Belloc et Adelaïde de Montgolfier
- Éducation familière, ou Série de lectures pour les enfans, depuis le premier âge jusqu'à l'adolescence, par Miss Edgeworth [et R. L. Edgeworth]. Traduit de l'anglais par Louise Sw. Belloc et Adelaïde de Montgolfier  Paris 1829-1834
- Charles Darwin « Voyages d’un naturaliste, l’Archipel Galapagos et les attoles ou îles de coraux », dans Le Tour du monde, 2e semestre 1860, Vol. 2, pp. 139-159. (traduit de l'ang lais par Louise Sw. Belloc et Adelaïde de Montgolfier
- Grave et gai, rose et gris (1844) de Ann Fraser Tytler
- Scènes populaires en Irlande  (1830) de Richard Lalor Sheil
- Les jeunes industriels, faisant suite à l'Éducation familière de Maria Edgeworth ; Traduit avec de nombreuses additions

### Œuvres poétiques mises en musique
- Le hanneton musique de M. Truiller-Soyer, Paris Durand & Cie cop. 1925
- La marguerite musique de Mme Julie Bernard Paris Impr. Fouquet(1885)
- Melodeon. Recueil de chants populaires anciens et nouveaux à une ou à plusieurs voix pour les écoles et les familles. Première année (1851)
- Corbeille de l'année Première saison, Mélodies du printemps  recueil de mélodies notées. Paris  rue de l'École-de-Médecine, n° 5 , 1836